# Libby Stout
Elizabeth Stout, genannt Libby,  (* 16. Juni 1990 in Louisville, Kentucky) ist eine US-amerikanische Fußballtorhüterin.

## Leben
Stout startete ihre Karriere mit dem in dem Vorort von Louisville, Kentucky gelegenen in Mockingbird Valley beheimateten Verein Mockingbird Valley SC (MVSC). Anschließend folgte während der High-School-Jahre, eine Karriere in den Jugendteams der Kentucky Fire Juniors in Louisville. Sie spielte zudem von 2006 bis 2010 für die Manuel Crimsons, dem Athletic Team der duPont Manual High School in Louisville, Kentucky. Nach ihren High-School-Abschluss, schrieb sie sich an der Western Kentucky University ein und spielte für deren Hilltoppers Women Soccer Team.

### Karriere
Stout begann ihre Profikarriere im Jahr 2012 beim französischen Erstligisten FF Yzeure Allier Auvergne. Nach einer Saison unterschrieb sie einen Vertrag bis zum Jahresende 2013 beim Bundesligaaufsteiger BV Cloppenburg, den sie absprachegemäß im Januar 2014 zum amtierenden englischen Meister Liverpool LFC verließ. Mit Liverpool wiederholte sie den Vorjahreserfolg und sicherte sich die englische Meisterschaft. Von Anfang 2016 bis April 2017 stand Stout beim NWSL-Teilnehmer Boston Breakers unter Vertrag und absolvierte dort zehn Ligaspiele, ehe ihr Vertrag in Boston aufgelöst wurde. Bereits im Juni 2017 kehrte sie jedoch zu den Breakers zurück, da deren Stammtorhüterin Abby Smith aufgrund einer Verletzung ausfiel. Im Juli 2017 schloss sich Stout leihweise dem zyprischen Champions-League-Teilnehmer Apollon Limassol an.

#### Nationalmannschaft
Stout stand im Jahr 2013 im Kader der US-amerikanischen U-23-Nationalmannschaft, kam jedoch in keinem offiziellen Länderspiel zum Einsatz. Zuvor lief sie jedoch in vier U-20-Länderspielen für die USA auf.

## Erfolge
- 2014: Gewinn der englischen Meisterschaft (Liverpool LFC)